# 湖西市自主運行バス

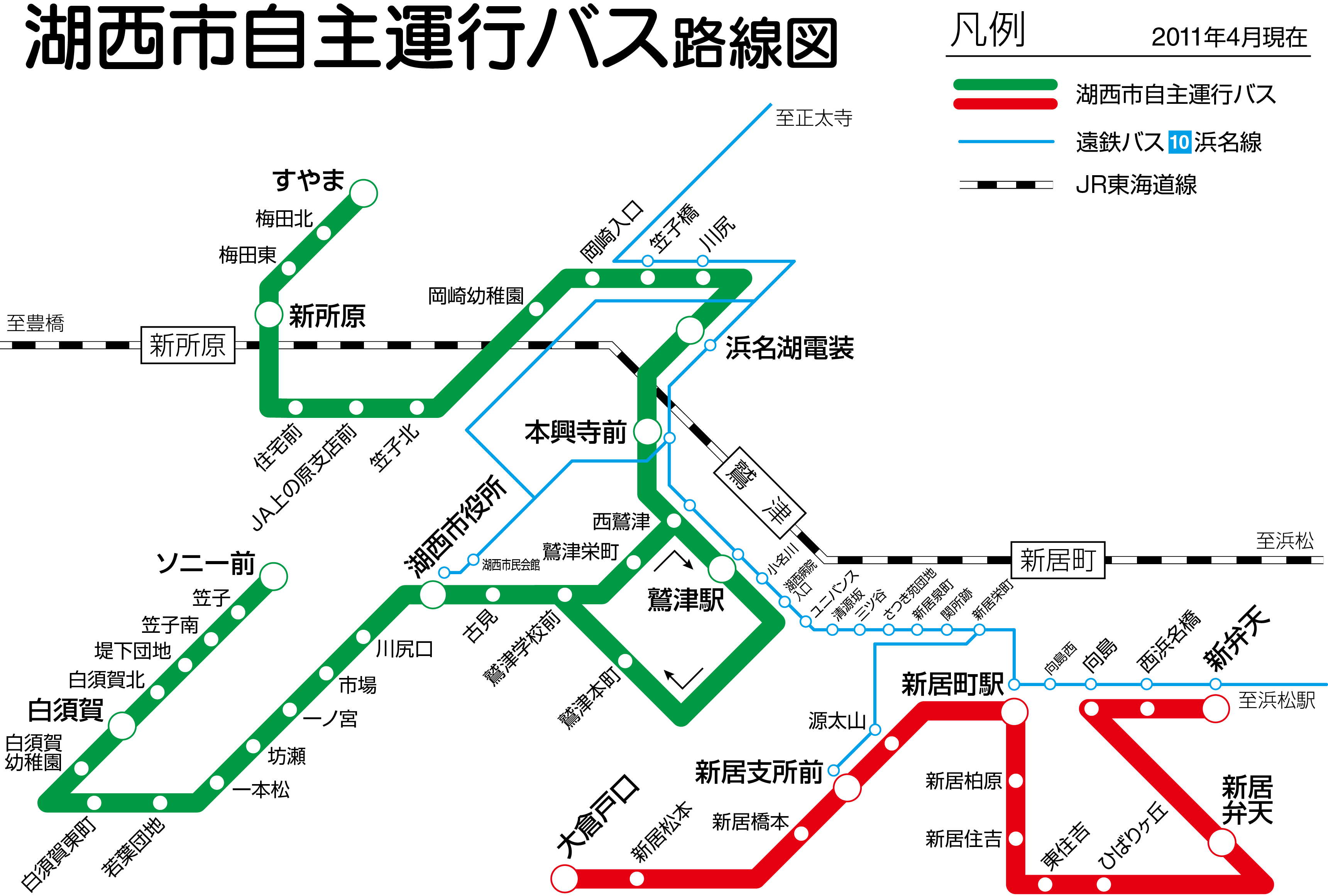
湖西市コミュニティバス「コーちゃんバス」になる前の湖西市自主運行バス路線図（2011年4月時点）

湖西市自主運行バス（こさいしじしゅうんこうバス）は、静岡県湖西市が運行していた自治体バス（廃止代替バス）である。本項では、湖西市自主運行バスから再編され、現在も運行されている湖西市コミュニティバス「コーちゃんバス」についても併せて記述する。

## 概要

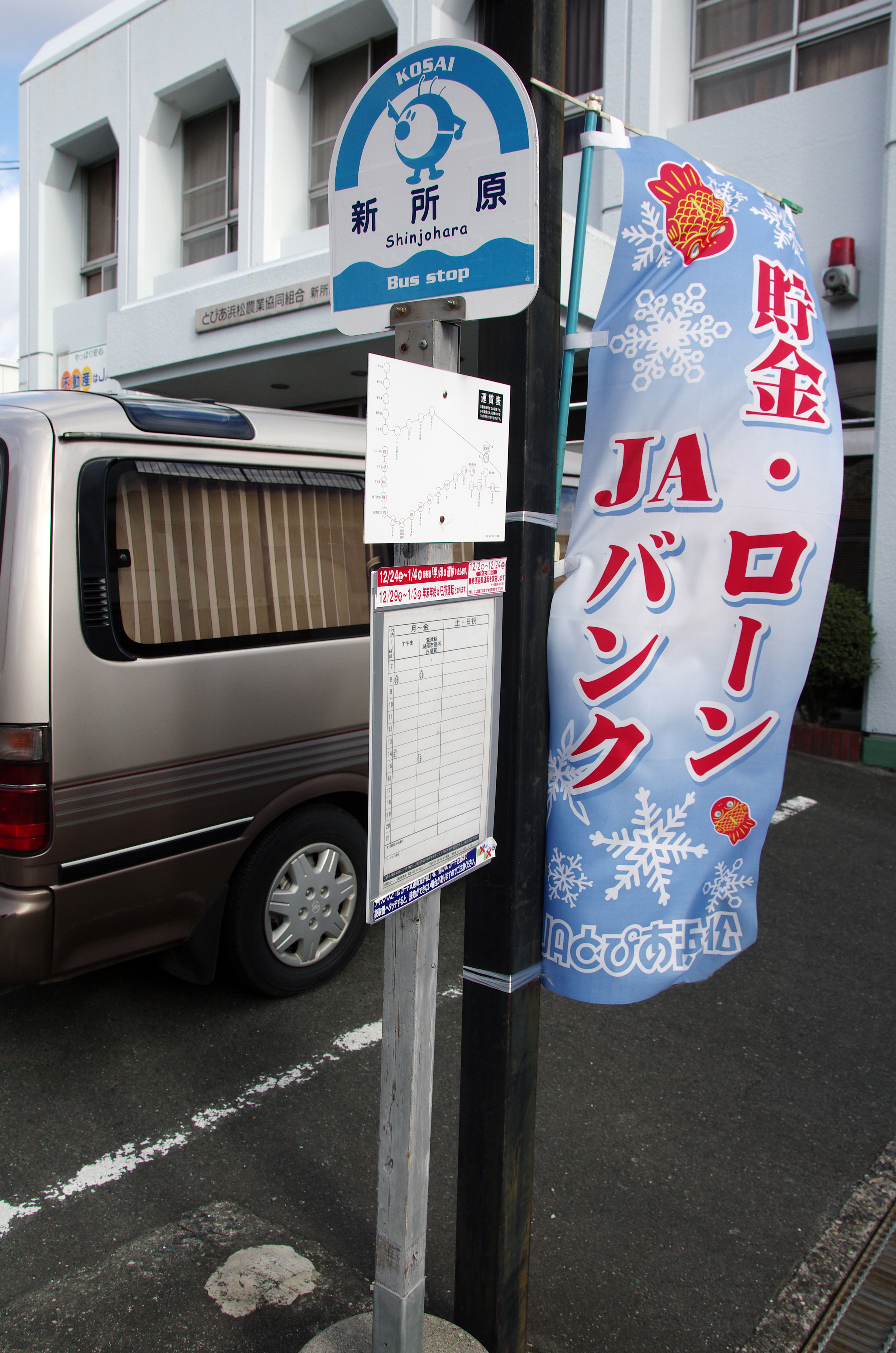
湖西市コミュニティバス「コーちゃんバス」になる前の新所原バス停。新所原バス停は新所原駅から北東方向へ200mほどのところにあった。

遠州鉄道やジェイアール東海バスが運行していた路線が廃止された際に、既存の乗合バス路線の廃止代替として運行されていた。
また、2010年3月に新居町を編入合併したため、新居町内の自主運行バスも引き継いでいた。
運行業務はすべて遠州鉄道に委託されており、当時はすべて雄踏営業所に委託されていた。
湖西市自主運行バス浜名線を除き、湖西市コミュニティバス「コーちゃんバス」へ再編された。「コーちゃんバス」の運行委託先は、全て浜松バスである。2015年3月いっぱいまでは遠州鉄道も一部路線を運行受託していた。
全路線が不採算となっていることから、国の補助（地域内フィーダー系統確保維持国庫補助金）を受けて運行している（一部系統は湖西市の単独補助）。

## 沿革

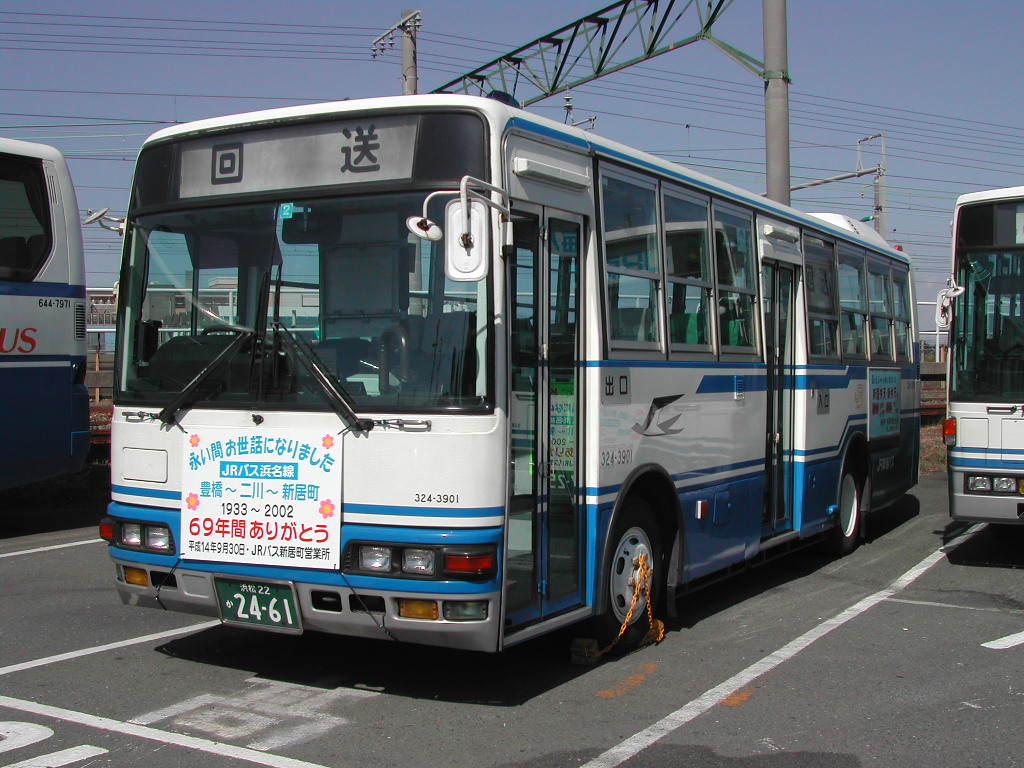
浜名線

- 年不詳 - 遠鉄バス新所原線の湖西市役所 - 住宅前 - 白須賀・新所原 - すやま間などが廃止される。運行業務を遠州鉄道に委託する形で湖西市自主運行バス運行開始。
- 2002年10月1日 - JR東海バスが浜名線を廃止。鷲津駅 - 白須賀を湖西市自主運行バスに、新居弁天 - 大倉戸口を新居町自主運行バスに移管。
- 2008年 - 新居町自主運行バスが新居弁天から新弁天へ延伸。
- 2010年3月 - 湖西市が浜名郡新居町を編入。
- 2014年 - 従来の3路線のうち大部分を湖西市コミュニティバス「コーちゃんバス」に再編。
  - 10月1日 - 遠鉄バス浜名線のうち入出発着の系統が廃止。遠鉄タクシー所属車が浜名線（湖西入出線）として運行を引き継ぐ。
- 2015年3月31日 - 遠州鉄道が受託運行から撤退。
- 2018年10月1日 - 浜名線が入出新所鷲津線に編入される。
- 2020年10月1日 - 知波田鷲津線が廃止され、一部区間は入出新所鷲津線に編入され知波田入出線に名称変更する。また、白須賀岡崎線のうち、JA白須賀支店 - 長谷西間が廃止。
- 2021年10月1日 - 白須賀新居鷲津線が路線名変更によって新居鷲津線になる。JA白須賀支店 - 元町中丁公会堂間を廃止し、遠鉄バス浜名線廃止に伴い清源坂経由を新設する。知波田入出線を浜名病院行きから湖西病院行きに変更するとともに市役所経由を新設する。鷲津循環線を除きPayPayでの支払いが可能となる。
- 2024年10月1日 - 路線再編を行い、鷲津循環線を廃止するとともに岡崎循環線を岡崎鷲津線に統合して岡崎太田鷲津線に路線名称を行う。また、これにより遠鉄タクシーへの委託路線がなくなり全路線浜松バスへの委託路線となる。

## 湖西市自主運行バス
湖西市コミュニティバス｢コーちゃんバス｣になる前は以下の2路線が存在し、廃止後に一部経路を変更してコーちゃんバスとして受け継がれている。
- ソニー前 - 白須賀北 - 白須賀 - 若葉団地 - 一ノ宮 - 湖西市役所 - 鷲津駅 - 本興寺前 - 浜名湖電装 - 日ノ岡 - 岡崎幼稚園 - 住宅前 - 新所原 - すやま

区間便として浜名湖電装着や白須賀発着などが存在するが、実際は白須賀～鷲津駅間の運行がほとんどである。土日祝日と年末年始は運休。ソニー前～白須賀間と浜名湖電装～すやま間は小中学校登校日のみの運転である。
この路線は2つの路線を統合したものであり、従来は
1. 遠州鉄道バス新所原線の全線（2と合わせて1路線） : 湖西市役所 - 本興寺前 - 浜名湖電装 - 日ノ岡 - 岡崎幼稚園 - 住宅前 - 新所原 - すやま
2. 遠州鉄道バス新所原線の全線（1と合わせて1路線） : 湖西市役所 - 本興寺前 - 浜名湖電装 - 日ノ岡 - 岡崎幼稚園 - 住宅前 - ソニー前 - 白須賀
3. ジェイアール東海バス浜名線の当時の湖西市内の区間 : 鷲津駅 - 湖西市役所 - 一ノ宮 - 若葉団地 - 白須賀

であった。
遠鉄バスの新所原線が199x年にまず自主運行化され、その後2002年10月1日にJR東海バスの浜名線が自主運行化された。なお、この浜名線は遠鉄バスの浜名線とは異なる。
- 新弁天 - 向島 - 新居弁天 - ひばりヶ丘 - 新居町駅 - 新居支所前 - 大倉戸口

ジェイアール東海バス浜名線の新居町内の区域を2002年10月1日に新居町自主運行バス（当時）に転換したものである。かつては、新居町駅 - 新居支所前の区間便などが存在したが、2012年現在、小中学校登校日の新弁天および大倉戸口発新居支所前行のみの運行である。
2008年4月に運行区間を新居弁天から新弁天まで延長。

## 湖西市コミュニティバス「コーちゃんバス」
平日運行。土休日、年末年始は運休。運賃は市内一律200円で、PayPay、AEON Payでの支払いが可能。また、車内で回数券を販売している。

### 路線
2024年10月1日改正。
- 新居鷲津線
- 白須賀鷲津線
- 岡崎太田鷲津線
- 白須賀岡崎線
- 知波田入出線